# Den som dræber
Den som dræber (internationaal op dvd uitgebracht onder de naam Those Who Kill) is een Deense politieserie, die is bedacht door de Deense bestsellerauteur Elsebeth Egholm en Stefan Jaworski met medewerking van de scriptschrijvers Siv Rajendram, Rikke De Fine Licht en Thorleif Hoppe. De regisseurs zijn Birger Larsen, Niels Nørløv en Kasper Barfoed.
De serie volgt het onderzoek van een speciale eenheid van de politie van Kopenhagen, geleid door rechercheur Katrine Ries Jensen met de hulp van forensisch psychiater en profiler Thomas Schaeffer. Het duo is gespecialiseerd in seriemoordenaars die niet passen binnen de traditionele gedragspatronen. Tot het vaste team behoren ook recherchechef Bisgaard, rechercheur Molbeck en forensisch arts Mia Vogelsang. Er zijn 10 afleveringen van 45 minuten gemaakt, waarvan er steeds twee een doorlopende plot hebben, zodat er 5 televisiefilms van 90 minuten ontstaan.
Van 1 tot en met 6 januari 2013 zond de KRO de serie uit op Nederland 3. Een Nederlandstalige versie van de eerste zes delen met als titel De Jacht, geregisseerd door  Will Koopman, werd in mei-juni 2016 uitgezonden door SBS6.
Seizoen 1 heeft een geheel andere cast dan de twee seizoenen daarna, waarin nieuwe personages aantreden, zonder binding met die van seizoen 1 en gespeeld door nieuwe acteurs. In beide series 2 en 3 speelt de actrice Natalie Madueño een centrale rol als psychologisch politieprofiler Louise Bergstein. Seizoen 3, dat zich in Odense afspeelt, werd in Nederland in oktober 2021 uitgezonden op NPO 3.

## Ontvangst
Bijna een derde deel van de Deense bevolking keek naar de eerste aflevering van de eerste serie, toen die in première ging op 13 maart 2011. Op een schaal van 1 tot 5 werd de aflevering door het kijkerspubliek beoordeeld met een 4,1. Er was onmiddellijk veel kritiek op de gewelddadige scènes in de serie. Ook de reacties van tv-recensenten waren erg afwijzend. Het Deense commissariaat van de media, de radio- og TV-nævnet veroordeelde officieel het geweldniveau in de serie. Het duurde dan ook acht jaar voordat er een tweede serie kwam.
De Deense zender TV2 zond de eerste serie uit, een reeks van 10 afleveringen. Op 8 september 2011 was de première van de dubbele aflevering 11 en 12 als bioscoopfilm, die de titel Den som dræber: Fortidens skygge draagt. In maart 2019 ging een tweede serie van start met nieuwe hoofdrolspelers. Opnieuw verweten recensenten de makers dat de serie te gewelddadig was. De kritiek was niet mals. De recensent van de conservatieve krant Berlingske schreef dat de tweede serie opnieuw onbehaaglijke scènes bevatte en het advies was pas te kijken als kinderen in bed liggen. De recensent van Jyllands-Posten meende dat de serie »klam« was en een brute verkrachtingsscène zonder enkele reden in een stuk mainstreamfictie was opgenomen. De recensent van de sociaalliberale krant Politiken schreef dat de serie vanwege de walgelijke geweldsscènes moeilijk te begrijpen en te verteren was. Men heeft zin, zo schreef de recensent, om niet verder te kijken omdat het afstoot en ook niet spannend genoeg is.
(‘Man har ikke lyst at se videre, fordi det er ubehageligt, men ikke helt spændende nok’).

## Acteurs in seizoen 1

### Vaste cast
- Laura Bach als Katrine Ries Jensen
- Jakob Cedergren als Thomas Schaeffer
- Lars Mikkelsen als Magnus Bisgaard
- Lærke Winther Andersen als Mia Vogelsang
- Frederik Meldal Nørgaard als Stig Molbeck
- Iben Dorner als Benedicte Schaeffer

### Gastacteurs
- Carsten Bjørnlund als Adam Krogh (aflevering 1 en 2)
- David Dencik als Lars Werner (aflevering 3 en 4)
- Stine Stengade als Andrea Lorck (aflevering 3 en 4)
- Ulrich Thomsen als Martin Høegh (aflevering 5 en 6)
- Kim Bodnia als Jakov (aflevering 7 en 8)
- Thomas Levin als David (aflevering 7 en 8)
- Alexandre Willaume als Simon (aflevering 9 en 10)
- Marie Askehave als Maria (aflevering 9 en 10)
- Danica Curcic als Margretha (aflevering 9)

## Afleveringen

### Seizoen 1 (2011)
| Afl. | Nr. | Titel                                               | Regisseur | Scenario | Datum         | Datum           |
| --- | --- | --------------------------------------------------- | --------- | -------- | ------------- | --------------- |
| 1 | 1   | Het lijk in het bos - deel 1 Liget i skoven - del 1 |           |          | 13 maart 2011 | 12 januari 2014 |
| In een bos in Kopenhagen wordt een lijk gevonden. Al snel komt het team erachter dat er een seriemoordenaar aan het werk is die het voorzien heeft op jonge vrouwen. |     |                                                     |           |          |               |                 |
| 2 | 2   | Het lijk in het bos - deel 2 Liget i skoven - del 2 |           |          | 20 maart 2011 | 12 januari 2014 |
| |     |                                                     |           |          |               |                 |
| 3 | 3   | Utopia – deel 1 Utopia - del 1                      |           |          | 27 maart 2011 | 19 januari 2014 |
| Een moeder en haar kind worden vermoord gevonden in hun huis. Er is niets gestolen en er is geen duidelijk motief voor deze brute moorden. De zaak grijpt Thomas aan en hij neemt zich voor de moordenaar te achterhalen. Terwijl het onderzoek vordert wordt wederom een gezin gegijzeld en gevangengehouden. De dader wil de rol van vader en echtgenoot overnemen en laat het gezin in leven zo lang ze het spelletje meespelen. In een race tegen de klok moeten Katrine en Thomas het gezin vinden en bevrijden, voordat de fantasie van de moordenaar uiteenvalt en hij opnieuw een bloedbad aanricht.                                                    |     |                                                     |           |          |               |                 |
| 4 | 4   | Utopia – deel 2 Utopia - del 2                      |           |          | 3 april 2011  | 19 januari 2014 |
| |     |                                                     |           |          |               |                 |
| 5 | 5   | Kwaad bloed - deel 1 Ondt blod - del 1              |           |          | 10 april 2011 | 26 januari 2014 |
| Een jonge gevangene wordt verkracht en vermoord gevonden in de gevangenis. Terwijl detective Katrine het opneemt tegen het gevangenissysteem, dat deze aanval mogelijk heeft gemaakt, wordt ze geconfronteerd met een deel van haar verleden dat ze liever zou vergeten. Als een tweede gevangene op dezelfde manier wordt aangetroffen, wordt al snel duidelijk dat er een seriemoordenaar actief is achter de tralies. De reputatie van de politie staat op het spel en onder grote druk moeten Katrine en haar collega Thomas de zaak oplossen. Maar de gevangenis, een meedogenloze plek waar wraak en geweld de boventoon voeren, grijpt hen naar de keel. |     |                                                     |           |          |               |                 |
| 6 | 6   | Kwaad bloed - deel 2 Ondt blod - del 2              |           |          | 17 april 2011 | 26 januari 2014 |
| |     |                                                     |           |          |               |                 |
| 7 | 7   | Oog om oog - deel 1 Øje for øje - del 1             |           |          | 24 april 2011 | 2 februari 2014 |
| Nadat het onherkenbare lichaam van een man wordt gevonden, weet het politieteam van Kopenhagen al snel de link te leggen tussen de moord en de oorlog tussen Oost-Europese drugsbendes. Gelukkig heeft de politie een agent undercover, die werkzaam is als chauffeur voor een van de bendeleiders. Thomas vermoedt echter dat de zaak van een veel meer persoonlijke aard is dan zomaar een afrekening in het drugscircuit. Als vervolgens dan ook de undercoveragent dood gevonden wordt, moet Thomas een belangrijke beslissing nemen die verstrekkende gevolgen heeft voor hemzelf, zijn familie en de politie.                                             |     |                                                     |           |          |               |                 |
| 8 | 8   | Oog om oog - deel 2 Øje for øje - del 2             |           |          | 1 mei 2011    | 2 februari 2014 |
| |     |                                                     |           |          |               |                 |
| 9 | 9   | Patience des doods - deel 1 Dødens kabale - del 1   |           |          | 8 mei 2011    | 9 februari 2014 |
| Door puur toeval wordt het lichaam van een jonge vermoorde vrouw gevonden, enkele seconden voordat het in vlammen zou zijn opgegaan in de vuilverbrander. Katrine en Thomas worden op de zaak gezet en moeten erachter komen wie deze schijnbaar perfecte moord gepleegd heeft. De psychopathische dader bereidt zijn misdaden tot in detail voor en deinst er niet voor terug om een kat-en-muisspel met de politie te spelen. Ondertussen ontmoet Katrine een charmante man, die perfect voor haar zou zijn ware het niet dat hij getrouwd is. Maar naarmate hun affaire serieuzer wordt ontdekt ze dat de man enkele duistere geheimen heeft.                |     |                                                     |           |          |               |                 |
| 10 | 10  | Patience des doods - deel 2 Dødens kabale - del 2   |           |          | 15 mei 2011   | 9 februari 2014 |
| |     |                                                     |           |          |               |                 |

### Speelfilm (2011)
| Afl. | Nr. | Titel                               | Regisseur     | Scenario | Datum         | Datum            |
| --- | --- | ----------------------------------- | ------------- | -------- | ------------- | ---------------- |
| 11 | 1   | Shadow of the past Fortidens skygge | Birger Larsen |          | 15 maart 2012 | 16 februari 2014 |
| Tot grote ergernis van Katrine neemt Thomas ontslag bij de politie met het plan terug te keren naar zijn vroegere baan bij de universiteit. Maar terwijl zijn laatste werkdag nadert, krijgt Thomas te maken met een heftige zaak die een fout uit zijn verleden naar boven brengt. Als jonge psycholoog had hij een patiënt die telkens dezelfde gedetailleerde tekeningen maakte van een tragisch verkeersongeluk, maar trok daar geen conclusies uit. Nu keren de beelden terug, dit keer in de vorm van echte moorden. Thomas wil de zaak tot het einde uitzitten, maar is niet voorbereid op de gewelddadige manier waarop dat zal gebeuren. |     |                                     |               |          |               |                  |